# José Rodolfo Pacho
Pour les articles homonymes, voir Pacho.
José Rodolfo Pacho Vélez, né le 30 janvier 1996 à Quinindé, est un athlète équatorien, spécialiste du saut à la perche.

## Biographie
Il remporte le titre ex-æquo avec Germán Chiaraviglio des Championnats ibéro-américains de 2014, en battant son record national à 5,20 m. Il remporte le titre des Championnats d'Amérique du Sud d'athlétisme espoirs 2014 puis porte son record à 5,30 m en 2015.
En mars 2015, il annonce qu'il sera entraîné par Vitaliy Petrov en Italie.

## Palmarès
| Date | Compétition                            | Lieu           | Résultat | Marque |
| ---- | -------------------------------------- | -------------- | -------- | ------ |
| 2013 | Championnats panaméricains juniors     | Medellín       | 4e       | 4,80 m |
| 2013 | Championnats d'Amérique du Sud juniors | Resistencia    | 2e       | 4,70 m |
| 2014 | Championnats ibéro-américains          | São Paulo      | 1er      | 5,20 m |
| 2015 | Championnats d'Amérique du Sud juniors | Cuenca         | 1er      | 5,15 m |
| 2015 | Jeux panaméricains                     | Toronto        | 6e       | 5,00 m |
| 2015 | Championnats panaméricains juniors     | Edmonton       | 3e       | 5,35 m |
| 2016 | Championnats ibéro-américains          | Rio de Janeiro | 4e       | 5,05 m |
| 2018 | Championnats ibéro-américains          | Trujillo       | 4e       | 4,90 m |
| 2019 | Championnats d'Amérique du Sud         | Lima           | 4e       | 5,21 m |

## Records
| Épreuve          | Épreuve   | Marque      | Lieu     | Date            |
| ---------------- | --------- | ----------- | -------- | --------------- |
| Saut à la perche | Plein air | 5,55 m (NR) | Goleniow | 26 juin 2019    |
| Saut à la perche | En salle  | 5,31 m (NR) | Szczecin | 11 février 2018 |